# Valentin Adamberger
Valentino Adamonti, właśc. Josef Valentin Adamberger (ur. 22 lutego 1740 w Rohr in Niederbayern lub 6 lipca 1743 w Monachium, zm. 24 sierpnia 1804 w Wiedniu) – niemiecki śpiewak operowy, tenor.

## Życiorys
Ukończył naukę w jezuickim Domus Gregoriana w Monachium, gdzie pobierał lekcje śpiewu u Johanna Evangelisty Walleshausera. W 1760 roku został członkiem kapeli na dworze księcia Klemensa Franciszka de Paula, od 1770 roku natomiast członkiem kapeli księcia elektora bawarskiego. W latach 1775–1777 roku odbył podróż do Włoch, gdzie występował w Modenie, Wenecji, Florencji, Pizie i Rzymie. W latach 1777–1779 śpiewał w King’s Theatre w Londynie. Od 1780 roku występował w Wiedniu, gdzie był członkiem zespołów Burgtheater i Theater am Kärntnertor. Po przejściu na emeryturę w 1793 roku uczył śpiewaków kapeli nadwornej.
Należał do czołowych niemieckich śpiewaków swojej epoki, o jego talencie wokalnym pochlebnie wypowiadali się Charles Burney i Christian Friedrich Daniel Schubart. Wolfgang Amadeus Mozart powierzył mu rolę Belmonta w prapremierowym przedstawieniu Uprowadzenia z seraju (1782) oraz Vogelsanga w singspielu Dyrektor teatru (1786), napisał też dla niego swoje arie KV 420 i KV 431 oraz kantatę Die Maurerfreude KV 417. Ponadto występował w operach takich twórców jak Johann Christian Bach, Giuseppe Sarti, Pietro Alessandro Guglielmi, Antonio Sacchini, Ferdinando Bertoni, Pasquale Anfossi i Carl Ditters von Dittersdorf.
W 1781 roku poślubił śpiewaczkę Marie Anne Jacquet (1753–1804).